# لوهنگرین
لوهنگرین(به آلمانی: Lohengrin) نام اپرایی رومانتیک در سه پرده از ریشارد واگنر آهنگساز و فیلسوف نامی آلمانی است. معروفترین قسمت این اپرا قسمت کُر عروسی آن است که به نام "اکنون عروس می‌آید" شناخته شده‌است.
این موسیقی در جوامع غربی هنگام جشن‌های عروسی نواخته می‌شود.   